# Haemodracon trachyrhinus
Espèce
Synonymes
- Phyllodactylus trachyrhinus Boulenger, 1899

Statut de conservation UICN

 LC  : Préoccupation mineure
Haemodracon trachyrhinus est une espèce de geckos de la famille des Phyllodactylidae.

## Répartition
Cette espèce est endémique de l'île de Socotra au Yémen.

## Description
C'est un gecko nocturne et arboricole.

## Publication originale
- Boulenger, 1899  : Descriptions of the new species of reptiles. Bulletin of the Liverpool Museum, vol. 2, no 1, p. 4-7 (texte intégral).